# امیرعلی صادقی
امیرعلی صادقی (زادهٔ ۲۱ بهمن ۱۳۷۹) بازیکن فوتبال اهل ایران است که در پست وینگر و هافبک هجومی بازی می‌کند.

## عملکرد باشگاهی

### سایپا
امیر علی صادقی پس از درخشش در لیگ جوانان تهران و به ثمر رساندن ۲۳ گل، ضمن کسب آقای گلی نظر کادر فنی تیم بزرگسالان سایپا را به خود جلب کرد و به تمرینات این تیم اضافه شد. وی اولین بازی خود در لیگ برتر را در هفته دوازدهم لیگ برتر فوتبال ایران ۹۹–۱۳۹۸، مقابل ماشین‌سازی انجام داد.او در ۱۳ بازی موفق به ثمر رساندن ۹ گل شد. او سابقه آقای گلی در دو فصل متوالی لیگ برتر جوانان تهران با ۱۹ و ۲۳ گل زده را نیز دارد.

### استقلال
پس از درخشش در سایپا این بازیکن با نظر فرهاد مجیدی، وی با قراردادی سه ساله به استقلال پیوست. در سه فصل اول حضور امیرعلی صادقی در استقلال زمان و فرصت زیادی برای بازی پیدا نکرد اما در بیشتر بازیهای دوستانه و تدارکاتی نام وی به عنوان گلزن بود و به این علت وی به عنوان آقای گل بازیهای دوستانه معروف بود.
وی پس از سه فصل حضور در استقلال در لیست مازاد قرارگرفته بود اما با درخواست جواد نکونام قرارداد وی تمدید شد و با تغییر کادرفنی و سرمربیگری پیتسو موسیمانه وی فرصت بازی بیشتری به دست آورد و توانست بعد از چهار فصل حضور در استقلال مقابل فولاد خوزستان با یک گل زیبا اولین گل خودش را با پیراهن استقلال به ثمر رساند.

## عملکرد ملی
در آبان ۱۴۰۱ امیرعلی صادقی توسط کارلوس کیروش به تیم ملی فوتبال بزرگسالان ایران دعوت شد و و مقابل نیکاراگوئه دقایقی به میدان رفت.

## آمار باشگاهی
| عملکرد        | عملکرد        | عملکرد        | لیگ  | لیگ | حذفی | حذفی | قاره‌ای | قاره‌ای | مجموع | مجموع |
| فصل           | باشگاه        | لیگ           | بازی | گل  | بازی | گل   | بازی   | گل     | بازی  | گل    |
| ------------- | ------------- | ------------- | ---- | --- | ---- | ---- | ------ | ------ | ----- | ----- |
| سایپا         | ۲۰۱۹–۲۰۲۰     | لیگ برتر      | ۷    | ۰   | ۰    | ۰    | –      | –      | ۷     | ۰     |
| سایپا         | ۲۰۲۰–۲۰۲۱     | لیگ برتر      | ۱۶   | ۲   | ۰    | ۰    | –      | –      | ۱۶    | ۲     |
| مجموع سایپا   | مجموع سایپا   | مجموع سایپا   | ۲۳   | ۲   | ۰    | ۰    | –      | –      | ۲۳    | ۲     |
| استقلال       | ۲۰۲۱–۲۰۲۲     | لیگ برتر      | ۹    | ۰   | ۱    | ۰    | ۰      | ۰      | ۱۰    | ۰     |
| استقلال       | ۲۰۲۲–۲۰۲۳     | لیگ برتر      | ۵    | ۰   | ۰    | ۰    | –      | –      | ۵     | ۰     |
| استقلال       | ۲۰۲۳–۲۰۲۴     | لیگ برتر      | ۱    | ۰   | ۰    | ۰    | –      | –      | ۱     | ۰     |
| استقلال       | ۲۰۲۴–۲۰۲۵     | لیگ برتر      | ۹    | ۱   | ۲    | ۰    | ۲      | ۰      | ۱۳    | ۱     |
| مجموع استقلال | مجموع استقلال | مجموع استقلال | ۲۴   | ۱   | ۳    | ۰    | ۲      | ۰      | ۲۹    | ۱     |
| مجموع آمار    | مجموع آمار    | مجموع آمار    | ۴۷   | ۳   | ۳    | ۰    | ۲      | ۰      | ۵۲    | ۳     |

## آمار ملی

### بازی‌های ملی
تا تاریخ ۱۰ نوامبر ۲۰۲۲
| ایران | ایران | ایران |
| سال   | بازی  | گل    |
| ----- | ----- | ----- |
| ۲۰۲۲  | ۱     | ۰     |
| مجموع | ۱     | ۰     |

## افتخارات

### باشگاهی

#### استقلال
- قهرمانی لیگ برتر (۱): ۰۱–۱۴۰۰[۱۳]
- نایب قهرمانی لیگ برتر (۱): ۰۳–۱۴۰۲
- قهرمانی سوپر جام (۱): ۱۴۰۱[۱۴]
- قهرمانی جام حذفی (۱): ۰۴–۱۴۰۳
- نایب قهرمانی جام حذفی (۱): ۰۲–۱۴۰۱

### افتخارات ملی

#### تیم ملی امید ایران
- نایب قهرمانی مسابقات امید غرب آسیا ۲۰۲۳

### فردی
- بهترین بازیکن آسیا در مسابقات مقدماتی قهرمانی زیر ۲۳ در نظرسنجی کنفدراسیون فوتبال آسیا: ۲۰۲۱[۱۵][۱۶]